# 바르셀로나 대학교
바르셀로나 대학교(카탈루냐어: Universitat de Barcelona, 스페인어: Universidad de Barcelona, UB)는 스페인 까딸루냐의 바르셀로나 시에 위치한 국립 대학교이다. 1450년에 설립되었으며 스페인에서 가장 중요한 대학 중 하나이다. 또한 스페인 대학들 중 QS World University Rankings, World Universities , SCImago에서 가장 높은 랭킹에 오른 학교이기도 하다. 캠퍼스는 el campus de Universidad, el del Raval, el de Diagonal, el de Bellvitge, el de Torribera, el de Mundet, el de Sant, el de Hospital Clínico 가 있다. 바르셀로나 대학교의 도서관은 약 1,611,721 권의 책을 보유하고 있으며 스페인 마드리드 Complutense 대학교의 도서관 다음으로 많은 책을 가지고 있다.